# Nueva Segovia (departement)
Nueva Segovia je jedním z 15 departementů Nikaraguy. Leží na severu země na hranici s Hondurasem. Horské vlhké klima departementu je příhodné pro pěstování kávovníku. Nacházejí se zde zachovalé horské tropické pralesy.